# 韋塞萊 (斯米爾尼夫卡村委會)
48°58′12″N 36°23′24″E / 48.97000°N 36.39000°E
韋塞萊（烏克蘭語：Веселе）是位於烏克蘭東部的村莊，隸屬哈爾科夫州洛佐瓦區洛佐瓦市鎮的斯米爾尼夫卡村委會。該村距離多夫戈韋和米哈伊利夫卡，面積0.59平方公里，2001年人口427。